# 本山町 (神戸市)
本山町（もとやまちょう）は、神戸市東灘区の町名の一つで、旧・本山村域（本山地区）のうち山林とその辺縁の住宅地に相当する。区東北部の山岳地帯であり、同区最後の住居表示未実施区域である。
西から順に、田中・野寄・岡本・田辺・北畑・中野・森の7大字を有する。平成17年国勢調査（2005年10月1日現在）における世帯数は94、人口234で内男性108人・女性126
人。

## 各大字
本山町田中
現在は甲南斎場の周辺の地名で、住吉川対岸の住吉台からしか行き来できない。元々は飛び地で、本村である田中村は現在の田中町・甲南町周辺にあった。
本山町野寄
元々の市街地は現在は西岡本となっている。『摂陽群談』にはノイリ（野入り）とあり、各地の「野入り」と同じく山麓の傾斜地を言う。定住人口はない。
本山町岡本
岡本の背山で、少数の家屋や甲南大学の敷地の他、山腹に二楽荘跡や霊法会仏舎利塔を有する。仏舎利塔までの山林は未開発の市街化区域が広がっている。更にその北は山上まで延びていて灘区六甲山町と北区有馬町に接する「岡本六甲山」と呼ばれる山路荘7ヵ部落の旧入会山で、現在は岡本・田中・西青木・野寄・魚崎の各財産区と財団法人住吉学園の六者共有。小字に字梅林がある。
本山町田辺
岡本と本山北町の背山。字ザフクゲ野と字松尾谷があり、後者の天上川左岸にわずかに家屋が存在する。
本山町北畑
本山北町の背山。字ザクゲ原に保久良神社があり、“灘の一つ火”という常夜灯で知られる。
本山町中野
古くは中ノ村とある。本山北町と甲南台の背山で、定住人口はない。
本山町森
甲南台・森北町の背山から旧・本庄の入会山であった本庄山一帯、六甲最高峰まで（字本庄山）にかけての広大な範囲。芦屋カンツリー倶楽部の敷地の多くや芦屋ロックガーデンもここに含まれる。北は北区有馬町、東は芦屋市の奥山と三条町。